# A Love Letter to You 2
A Love Letter to You 2 è il secondo mixtape del rapper statunitense Trippie Redd, pubblicato il 6 ottobre 2017 dalla TenThousand Projects e Caroline Distribution.
È la seconda pubblicazione della serie di mixtape A Love Letter to You di Trippie Redd, iniziata a maggio 2017. L'album ha raggiunto la 34ª posizione della Billboard 200.

## Antefatti
Il mixtape è stato pubblicato cinque mesi dopo l'uscita del primo album della serie A Love Letter to You. I brani In Too Deep, Woah Woah Woah e I Know How to Self Destruct sono stati resi disponibili prima dell'uscita del mixtape. L'11 settembre 2017, Trippie Redd ha rivelato la data d'uscita e la copertina, che rappresenta un collage di foto della sua infanzia.

## Tracce
1. Bust Down – 4:05
2. Feel Good (feat. Khalil & Cydnee with a C) – 3:20
3. In Too Deep – 3:43
4. Deadman's Wonderland (feat. ForeverAntiPop) – 3:57
5. Woah Woah Woah (feat. Bali Baby) – 3:42
6. Back of My Mind (feat. Chris King & Cydnee with a C) – 4:46
7. Today (feat. UnoTheActivist) – 3:37
8. Hellboy – 3:08
9. Back Back Back – 3:59
10. Dangerous (feat. Rocket Da Goon & Chris King) – 3:47
11. Overweight (feat. Chris King) – 3:17
12. Overdose on L1fe – 2:04
13. I Know How to Self Destruct – 1:42
14. Let Me Down – 2:48